# Pseudomiza punctinalis
Pseudomiza punctinalis är en fjärilsart som beskrevs av Rudolf Beyer 1958. Pseudomiza punctinalis ingår i släktet Pseudomiza och familjen mätare. Inga underarter finns listade.